# 1989 у хокеї з шайбою
Нижче наведені хокейні події 1989 року у всьому світі.

## Головні події
На чемпіонаті світу в Швеції золоті нагороди здобула збірна СРСР.
У фіналі кубка Стенлі «Калгарі Флеймс» переміг «Монреаль Канадієнс».

## Національні чемпіони
- Австрія: «Інсбрук»

- Болгарія: «Левскі-Спартак» (Софія)
- Велика Британія: «Дарем Васпс»
- Данія: «Фредериксгавн»
- Італія: «Мастіні Варезе»
- Нідерланди: «Роттердам Пандас»
- НДР: «Динамо» (Вайсвассер)
- Норвегія: «Спарта» (Сарпсборг)
- Польща: «Полонія» (Битом)
- Румунія: «Стяуа» (Бухарест)
- СРСР: ЦСКА (Москва)
- Угорщина: «Ференцварош» (Будапешт)
- Фінляндія: ТПС (Турку)
- Франція: «Франсе Волан» (Париж)
- ФРН: «Розенгайм»
- Чехословаччина: «Тесла» (Пардубиці)
- Швейцарія: «Берн»
- Швеція: «Юргорден» (Стокгольм)
- Югославія: «Медвещак» (Загреб)

## Переможці міжнародних турнірів
- Кубок європейських чемпіонів: ЦСКА (Москва, СРСР)
- Турнір газети «Известия»: збірна СРСР
- Кубок Шпенглера: «Спартак» (Москва, СРСР)
- Кубок Татр: «Сокіл» (Київ, СРСР)
- Кубок Тампере: «Сокіл» (Київ, СРСР)